# George Bell Swift
Pour les articles homonymes, voir Swift.
George Bell Swift (né le 14 décembre 1845 à Cincinnati dans l'Ohio - mort le 2 juillet 1912 à Chicago dans l'Illinois) était un homme politique américain, membre du Parti républicain. Il a été membre du conseil municipal de Chicago de 1892 à 1894 puis maire de Chicago (1893 ; 1895–1897). Lors de son premier mandat, il fut choisi pour remplacer le maire de Chicago Carter Harrison, Sr., assassiné le 28 octobre 1893. Il a été réélu maire lors de sa candidature en 1895. Il fut maire lors de l'Exposition universelle de 1893 (World's Columbian Exposition).

## Biographie
George Bell Swift est né à Cincinnati, dans l'Ohio, de Samuel W. Swift et Elizabeth Swift (née Bell). Sa famille a déménagé à Galena, dans l'Illinois, quand il était jeune. Sa famille déménage à Chicago durant son adolescence.
À 22 ans, il est rentré dans le monde professionnel en tant qu'employé de la société pharmaceutique en gros Lord and Smith, où il fut caissier. Il est resté chez Lord and Smith jusqu'en 1867 avant de devenir le plus jeune membre de la société Frazer and Swift, un fabricant de graisse pour essieux et d'huile lubrifiante Frazer. En 1870, l'entreprise est réorganisée sous le nom de Frazer Lubricating Company.
George Bell Swift est marié à Lucy L. Brown avec laquelle ils auront cinq enfants : Brown F. Swift, Herbert B. Swift, George L. Swift, Eldred B. Swift, Edith L. Swift
Avant d'être maire de Chicago, Swift a servi deux mandats en tant que membre du conseil municipal de Chicago pour le 11e ward de la ville, un mandat de 1879 à 1881 et un mandat de 1892 à 1894 (ce dernier qu'il servait pendant sa mairie par intérim en 1893). De 1887 à 1889, il est commissaire des travaux publics de la ville de Chicago.
Swift était un partisan du mouvement architectural City Beautiful.

## Carrière politique
En 1893, à la suite de l'assassinat du maire Carter Harrison, Sr., le conseil municipal de Chicago a choisi Swift pour occuper le poste de maire par intérim. Swift a prêté serment en tant que maire le 9 novembre 1893. Il fut maire lors de l'exposition universelle de 1893 (World's Columbian Exposition) qui fut organisée pour célébrer le 400e anniversaire de l’arrivée de l’explorateur Christophe Colomb dans le Nouveau Monde et attira 27 millions de visiteurs.
Le mois suivant, il a perdu l'élection spéciale pour remplir le reste du mandat de Harrison face au démocrate John Patrick Hopkins. Hopkins a pris ses fonctions de maire le 27 décembre 1893, mettant fin à la mairie par intérim de Swift.
En 1895, Swift a été élu maire de Chicago, battant le candidat démocrate Frank Wenter par une large majorité. Le 8 avril 1895, Swift a prêté serment en tant que maire à l'hôtel de ville de Chicago.
Swift a refusé de se faire réélire en 1897 et a été remplacé par le démocrate Carter Harrison, Jr. (fils de Carter Harrison, Sr.) le 15 avril 1897,.
Après ses mandats de maire, il a créé une entreprise de sous-traitance, George B. Swift Company. Il a également été président de Frazer Lubricator Company et de Swift Fuel Company.

## Fin de vie
Il meurt le 2 juillet 1912 (à 66 ans) à Chicago. Il est inhumé au cimetière de Rosehill dans cette même ville.

## Sources
- "Former Mayor Swift Dies", Chicago Daily Tribune, July 3, 1912, p. 15.
- Grossman, James R., Ann Durkin Keating and Janice L. Reiff, editors. Encyclopedia of Chicago. University of Chicago Press, 2004.
- "Obituary 1 -- No Title", Chicago Daily Tribune, July 5, 1912, p. 17.
- "Swift is the Mayor", Chicago Daily Tribune, November 7, 1893, p. 1.